# Athens (Vermont)
Athens és una població dels Estats Units a l'estat de Vermont. Segons el cens del 2000 tenia 340 habitants.

## Demografia
Segons el cens del 2000, Athens tenia 340 habitants, 142 habitatges, i 99 famílies. La densitat de població era de 10,1 habitants per km².
Dels 142 habitatges en un 33,8% hi vivien nens de menys de 18 anys, en un 56,3% hi vivien parelles casades, en un 9,2% dones solteres, i en un 29,6% no eren unitats familiars. En el 23,9% dels habitatges hi vivien persones soles el 7% de les quals corresponia a persones de 65 anys o més que vivien soles. El nombre mitjà de persones vivint en cada habitatge era de 2,39 i el nombre mitjà de persones que vivien en cada família era de 2,76.
Per edats la població es repartia de la següent manera: un 21,2% tenia menys de 18 anys, un 11,8% entre 18 i 24, un 26,8% entre 25 i 44, un 32,6% de 45 a 60 i un 7,6% 65 anys o més.
L'edat mediana era de 41 anys. Per cada 100 dones de 18 o més anys hi havia 97,1 homes.
La renda mediana per habitatge era de 31.172 $ i la renda mediana per família de 33.571 $. Els homes tenien una renda mediana de 23.750 $ mentre que les dones 20.781 $. La renda per capita de la població era de 17.745 $. Entorn del 8,5% de les famílies i el 12,2% de la població estaven per davall del llindar de pobresa.